# Colastomion triste
Colastomion triste är en stekelart som först beskrevs av Granger 1949.  Colastomion triste ingår i släktet Colastomion och familjen bracksteklar. Inga underarter finns listade i Catalogue of Life.